# Enochrus
Genre
Synonymes
- Philhydrus Solier 1834.

Enochrus est un genre d'insectes coléoptères de la famille des Hydrophilidae.

## Classification
Le genre Enochrus est créé en 1859  par l'entomologiste américain James Thomson (1828-1897).

## Présentation

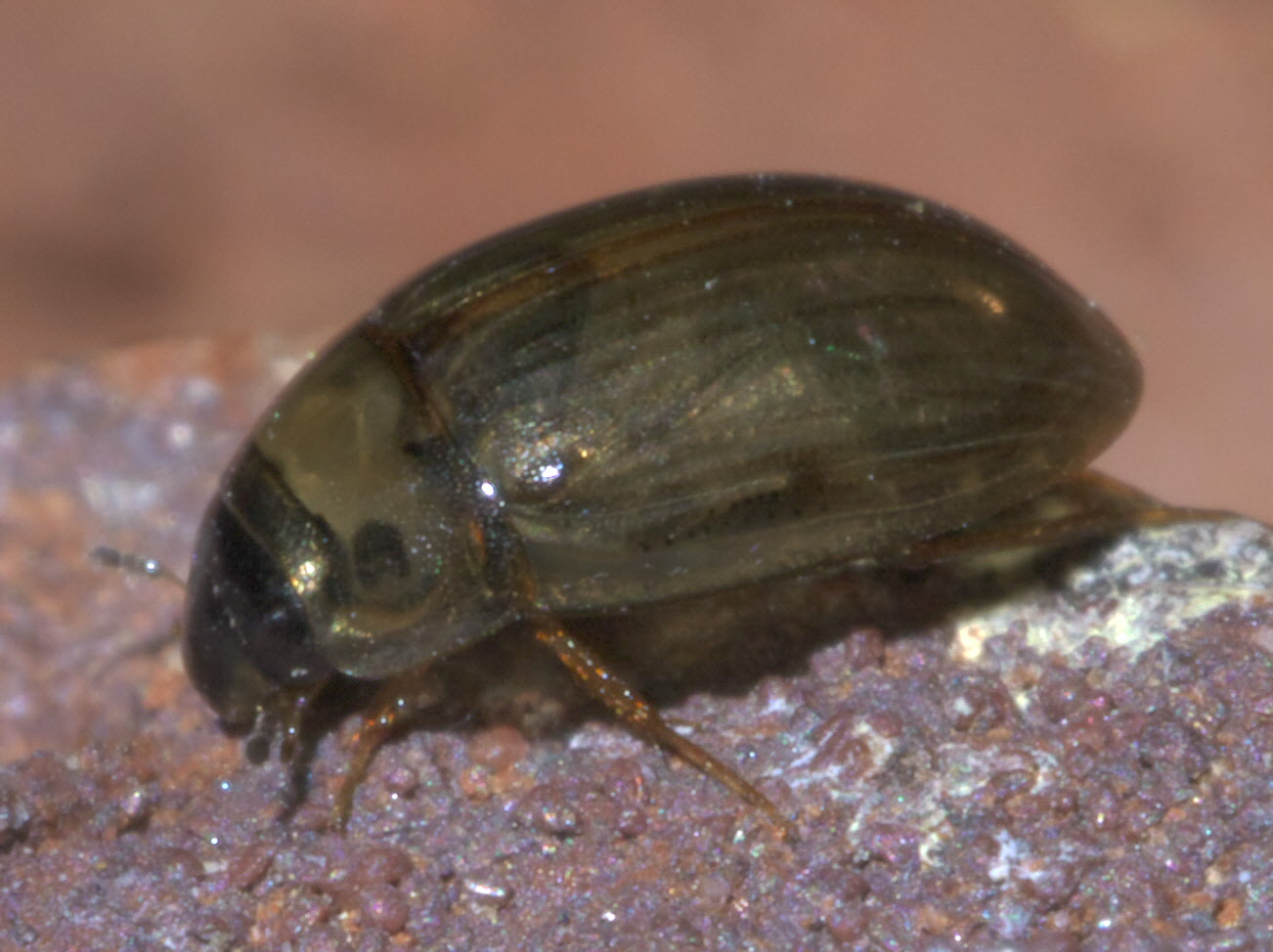

C'est un coléoptère charognard de l'eau et le troisième plus grand genre d'hydrophiles avec 222 espèces dans six sous-genres dans le monde,,,.

## Sous genres
- Enochrus Thomson, 1859
- Hocophilydrus Kniz, 1911
- Hugoscottia Knisch, 1922
- Hydatotrephis MacLeary, 1871
- Lumetus Zaitzev, 1908
- Methydrus Rey, 1885

## Liste d'espèces
Ces 67 espèces appartiennent au genre Enochrus :
- Enochrus aequalis (Sharp, 1882) i c g
- Enochrus affinis (Thunberg, 1794) g
- Enochrus aridus Gundersen, 1977 i c g
- Enochrus ater (Kuwert, 1888) g
- Enochrus bartletti Short, 2004 g
- Enochrus bicolor (Fabricius, 1792) g
- Enochrus blatchleyi (Fall, 1924) i c g b
- Enochrus calabricus (Ferro, 1986) g
- Enochrus californicus (Horn, 1890) i c g b
- Enochrus carinatus (LeConte, 1855) i c g
- Enochrus cinctus (Say, 1824) i c g b
- Enochrus coarctatus (Gredler, 1863) g
- Enochrus concii Chiesa, 1965 g
- Enochrus consors (Leconte, 1863) i c g b
- Enochrus consortus Green, 1946 i c g b
- Enochrus cristatus (LeConte, 1855) i c g
- Enochrus cuspidatus (LeConte, 1878) i c g
- Enochrus darwini (Knisch, 1922) i c g
- Enochrus debilis (Sharp, 1882) i c
- Enochrus diffusus (LeConte, 1855) i c g b
- Enochrus elongatulus (MacLeay, 1871) g
- Enochrus esuriens (Walker, 1858) g
- Enochrus falcarius Hebauer, 1991 g
- Enochrus fimbriatus (Melsheimer, 1844) i c g
- Enochrus flavicans g
- Enochrus fragiloides d'Orchymont, 1925 g
- Enochrus fuscipennis (Thomson, 1884) g
- Enochrus grossi Short, 2003 i c g
- Enochrus halophilus (Bedel, 1878) g
- Enochrus hamifer (Ganglbauer, 1901) g
- Enochrus hamiltoni (Horn, 1890) i c g b
- Enochrus hispanicus (Kuwert, 1888) g
- Enochrus interruptus Gundersen, 1977 i c g
- Enochrus maculiceps (MacLeay, 1871) g
- Enochrus malabarensis (Régimbart, 1903) g
- Enochrus mauritiensis (Régimbart, 1903) g
- Enochrus melanocephalus (Olivier, 1792) i c g
- Enochrus mexicanus (Sharp, 1882) i c
- Enochrus morenae (Heyden, 1870) g
- Enochrus natalensis (Gemminger & Harold, 1868) g
- Enochrus negrus Gundersen, 1977 i c g
- Enochrus nigritus (Sharp, 1872) g
- Enochrus obscurus (Sharp, 1882) i c
- Enochrus ochraceus (Melsheimer, 1844) i c g b
- Enochrus ochropterus (Marsham, 1802) g
- Enochrus parumstriatus Hebauer, 2005 g
- Enochrus piceus Miller, 1964 i c g
- Enochrus plicatus g
- Enochrus politus (Küster, 1849) g
- Enochrus pygmaeus (Fabricius, 1792) i c g b
- Enochrus quadripunctatus (Herbst, 1797) g
- Enochrus ragusae (Kuwert, 1888) g
- Enochrus reflexipennis (Zimmermann, 1869) i c g
- Enochrus sagrae Knisch, 1924 i c g
- Enochrus salomonis (J.Sahlberg, 1900) g
- Enochrus sauteri Orchymont, 1913 g
- Enochrus sayi Gundersen, 1977 i c g b
- Enochrus segmentinotatus (Kuwert, 1888) g
- Enochrus simulans (Sharp, 1873) g
- Enochrus spangleri g
- Enochrus sublongus (Fall, 1926) i c g
- Enochrus subsignatus (Harold, 1877) g
- Enochrus talamanca g
- Enochrus testaceus (Fabricius, 1801) g
- Enochrus tritus (Broun, 1880) g
- Enochrus variegatus Steinheil, 1869 g
- Enochrus vulgaris Steinheil, 1869 g

Data sources : i = ITIS, c = Catalogue of Life, g = GBIF, b = Bugguide.net,,,

## Espèces fossiles
Selon Paleobiology Database en 2023, les espèces fossiles sont au nombre de huit :
- †Enochrus hamiltoni Horn, 1890
- †Enochrus innovatus Théobald, 1937
- †Enochrus lapsus Zhang, 1989
- †Enochrus pleistocenicus Lomnicki, 1894
- †Enochrus primaevus Scudder, 1876
- †Enochrus quadripunctatus Herbst, 1797
- †Enochrus scudderi Wickham, 1909
- †Enochrus striatus Théobald, 1937

### Ancienneté
Selon Paleobiology Database en 2023, les espèces fossiles trouvées se répartissent sur la période cénozoïque jusqu'à l'Éocène, pour le Phylhydrus primaevus.

## Galerie

Quelques espèces vivantes du genre Enochrus.
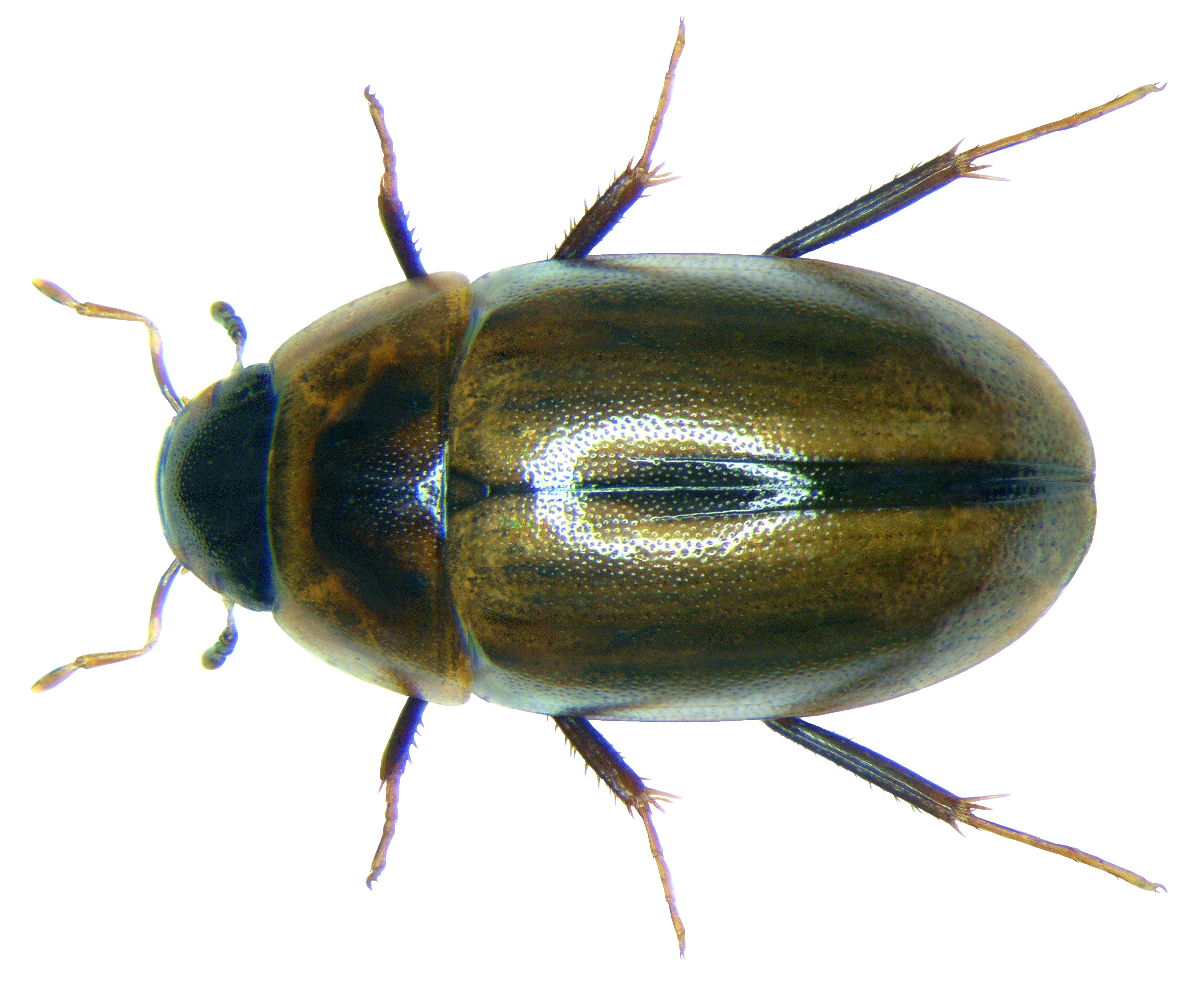
Enochrus coarctatus.
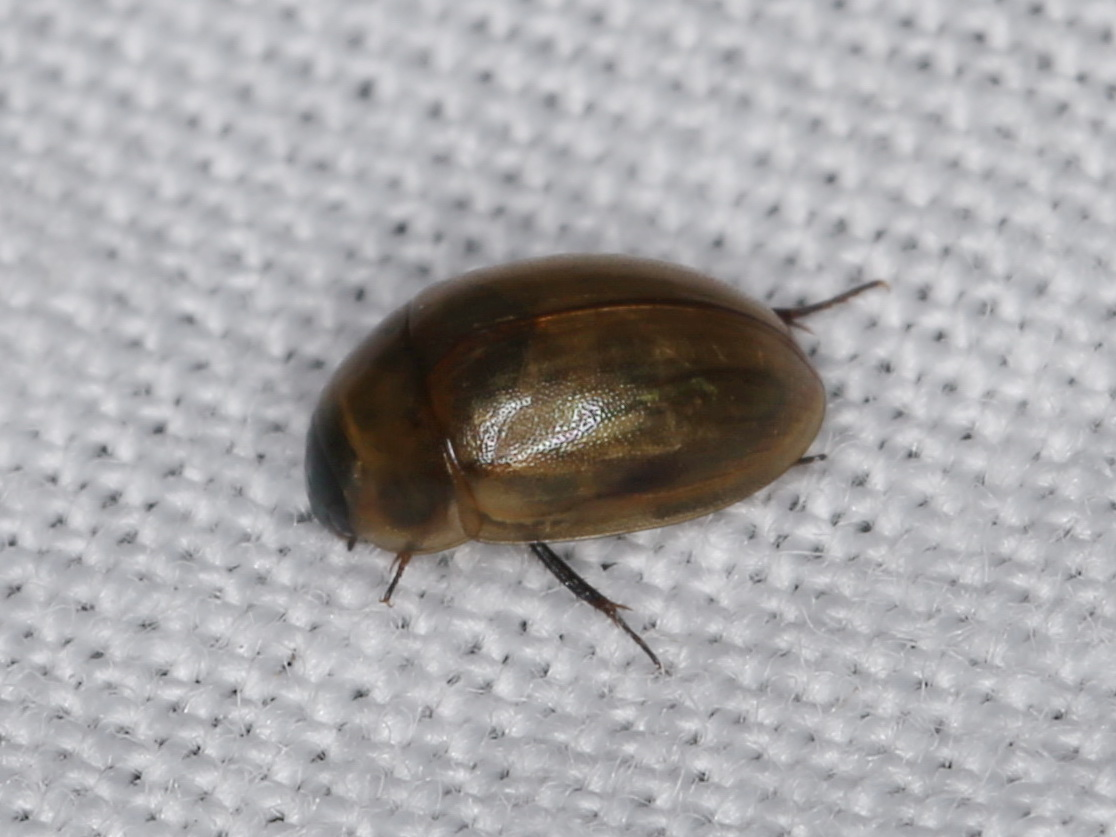
Enochrus melanocephalus.
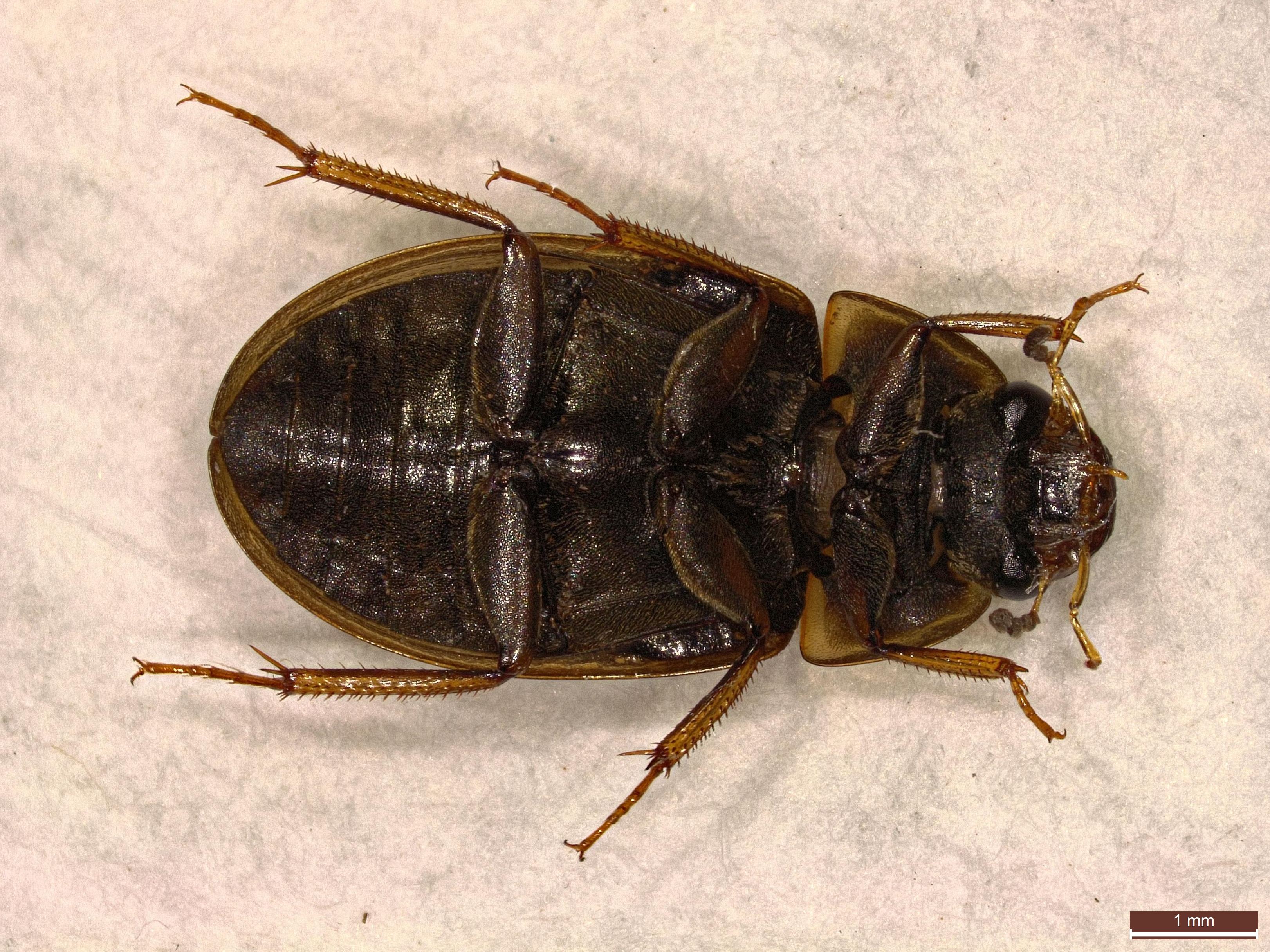
Enochrus bicolor.